# Glaciar Koettlitz
El  glaciar Koettlitz (del inglés: Koettlitz Glacier) es un glaciar de la Antártida situado al oeste de los montes Morning y Discovery. Se extiende desde el monte Cocks, en dirección noreste entre la península de Brown y el continente hasta la barrera de hielo del estrecho de McMurdo.
Fue descubierto por la expedición Discovery (1901-1904) y nombrado en honor de Reginald Koettlitz, el médico y botánico del equipo.